# Løgfrø
Løgfrøen (Pelobates fuscus) kendes bedst på de lodrette pupiller (ses i dagslys). Den er udelukkende nataktiv og findes i dag oftest på sandede jorder, hvor den i dagtimerne ligger nedgravet. I områder med løgfrøer kan man i milde regnfulde sommernætter være heldig at se arten sidde langs vejen. Her spiser den insekter, edderkopper og orme.
Arten er gået stærkt tilbage siden 1940'erne, men kan dog være overset mange steder, da den lever skjult. Artens navn skyldes dens evne til at afgive en lugt af hvidløg. Lugten opleves tydeligst ved håndtering. I øvrigt kan arten i stresssituationer afgive høje "panikskrig".
Ynglehabitat og adfærd
Om der er løgfrøer i et område, bestemmes "nemmest" ved at lytte til områdets vandhuller i yngleperioden (medio april/ultimo maj). Arten kvækker oftest under vand og mest hyppigt efter solnedgang eller i fuldt solskin på særligt varme forårsdage. Som udgangspunkt starter hannerne med at kvække, når den omgivende vandtemperatur når 9 grader. Oftest foregår kvækkeriet på 30-50 centimeters dybde. Som regel kvækker hannerne fra områder med tagrør og pindsvineknop. Arten foretrækker at yngle i vandhuller absolut uden fisk, da disse effektivt æder artens yngel. Det hævdes, at hunnerne kan mærke, om der er fisk, fx hundestejler og karusser, i et vandhul og derfor fravælger det som levested.
Størst ynglesucces opnår arten i vandhuller, der har en høj vandtemperatur gennem sommeren: Gerne lavvandede og/eller klarvandede småsøer med fuld solindstråling. Tørrer vandhullet samtidig ud nu og da, er det helt perfekt for frøernes mulighed for succes, da udtørringen medfører, at flerårige vandlevende rovdyr uddør. Rovdyrene vil ellers æde en stor del af haletudserne.
Haletudser
Haletudserne er let genkendelige i slutfasen af larvestadiet, da de bliver væsentligt større end de øvrige danske padder.
Terrestrisk adfærd
Den franske herpetolog Christophe Eggert foretog i 1998 en række særdeles interessante undersøgelser af artens bevægelsesmønster/nattevandringer.
Ved at påføre løgfrøer paraffinolie med opløst fluorescerende farvestof samt i enkelte tilfælde radiomærke dem kunne artens vandringer kortlægges detaljeret. Christophe Eggert fandt herved, at arten helst bevæger sig i åbent fladt terræn og klart foretrækker at grave sig ned, hvor plantedækket er brudt (åbne sandområder). Desuden fandt Eggert, at arten visuelt fravælger at færdes på arealer, hvor (natte)himlen bortskygges og også fravalgte arealer med løvbærende krat. Dog har Sergius L. Kuzmin påpeget i "The amphibians of the former Soviet Union" (1999), at arten tillige kan findes i lysåben skov.
Eggert fandt også, at arten benyttede det samme nedgravningsområde (indenfor 0,5 meter) flere gange i løbet af undersøgelsesperioden og kunne forblive nedgravet op til fem døgn. Undersøgelsen afslørede desuden, at arten færdes "oppe" i 10 centimeter højt græs, og således ikke alene er knyttet til jordoverfladen.
Artens vandringer mellem to på hinanden følgende nætter udgjorde maksimalt 83 meter med et gennemsnit på cirka 25 meter.
Plejetiltag på land
Hidtil har hovedvægten af naturpleje med det formål at gavne løgfrøen koncentreret sig om at optimere artens ynglesteder. På landjorden peger bl.a. Eggerts undersøgelser på, at ekstensiv afgræsning, samt meget "overfladisk" markarbejde (harvning) kan gavne arten. Begge tiltag hindrer for kraftig tilgroning med græs og urter og fremmer tætheden af biller, myrer og edderkopper samt forbedrer "udsynet" til disse fødeemner i løgfrøhøjde.